# Megachannel Extra-Terrestrial Assay
Le projet META (Megachannel Extra-Terrestrial Assay) est le remplaçant du projet Sentinel en 1985, parmi 60 trillions de signaux. Il s'est achevé en 1994. Il a été créé par la Planetary Society, grâce à une donation de 100 000 dollars provenant de Steven Spielberg et grâce au soutien de la NASA et de la Bosack-Kruger Foundation. Il a été mené par le Harvard SETI group et a mobilisé le Harvard-Smithsonian radio telescope.
META est un projet d'écoute de tout le ciel, couvrant la zone nord, entre - 30 et + 60° de déclinaison. Il recherche des signaux dans la bande étroite, proche des 21 centimètres de la ligne spectrale de l'hydrogène. META  a identifié plusieurs dizaines de candidats, mais aucun n'a permis de déterminer un message intelligent et motivé. En 1995, le projet META est remplacé par le projet BETA, même s'il existe un projet META II qui observe l'hémisphère sud cette fois.